# マルコム・アドゥ・アレス
マルコム・アブドゥライ・"アドゥ"・アレス・ジャロ（Malcom Abdulai "Adu" Ares Djaló、2001年10月21日 - ）は、スペイン・バスク州ビルバオ出身のサッカー選手。ビルバオ・アスレティック所属。ポジションはFW。

## クラブ経歴
バスク人の母とギニアビサウ人である父の下、ビルバオに生まれ、2020-21シーズン、アマチュアクラブのサントゥチュFCでのプレーがアスレティック・ビルバオの目に留まり、同シーズン終了後にアスレティック・ビルバオのCチームにあたるCDバスコニアに加入した。
2022-23シーズン開幕前のプレシーズン、トップチームのトレーニングに帯同するようになり、2022年8月15日、シーズン開幕戦となったRCDマジョルカとのリーグ戦でトップチームデビューを果たした。